# MegaCharts
MegaCharts, também chamado de Dutch Charts, é um nome de uma parada musical oficial dos Países Baixos, segundo o IFPI.